# تیلیتسه، تورون
تیلیچ، شهرستان تورون (به لاتین: Tylice, Toruń County) یک منطقهٔ مسکونی در لهستان است که در Gmina Łysomice واقع شده‌است.

## خصوصیات
تیلیچ ۲۰۰ نفر جمعیت دارد.